# Sven Sahlin
Sven Sahlin, född 1926 i Ragunda församling, Jämtlands län, död 2011, var en svensk civilingenjör och professor.

## Biografi
Sahlin var son till byggmästaren Petter Sahlin och Ebba Colldén. Han tog ingenjörsexamen i Härnösand 1948 och studerade vid Kungliga Tekniska högskolan (KTH) 1953. Sahlin blev teknologie doktor 1959, docent 1960 och var laborator i byggnadsstatik vid KTH från 1961. Han var förste assistent och forskningsassistens med mera vid KTH 1953-1960. Sahlin var gästprofessor vid University of Illinois 1967-1968, professor i byggnadsstatik vid Chalmers tekniska högskola 1968-1979, professor vid KTH från 1979 samt gästprofessor vid University of Texas och University of California 1984.
Han deltog i ett flertal internationella kongresser. Sahlin mottog Sverige-Amerikastiftelsens stipendiat 1961. Han var sekreterare i dimensioneringsgruppen i statens betongkommission från 1958 och ledamot i arbetsgruppen Forskningskommissionen för pålslagning och pålbärighet från 1959. Sahlin var ledamot av Svenska Teknologföreningen, medlem av Svenska Väg- och vattenbyggares Riksförbund och Svenska betongföreningen. Han skrev artiklar om byggnadsstatik i svenska och utländska vetenskapliga facktidskrifter och i handboken Bygg. Han blev ledamot av Ingenjörsvetenskapsakademien 1984.
Han gifte sig 1960 med sophiasystern Kerstin Ehrenberg (född 1933), dotter till skräddarmästaren Paul Ehrenberg och Elisabeth Lindell.

## Utmärkelser
- Skyttemedaljer (skyttemed:er)[1]